# Jake Lacy
Pour les articles homonymes, voir Lacy.
Jake Lacy, né le 14 février 1985 à Greenfield (Massachusetts), est un acteur américain.

## Biographie
Jake Lacy grandit à Pittsford et Brandon, dans le Vermont. Après des études à la faculté d'arts de l'université de Caroline du Nord, il s'installe à New York en 2007 et joue notamment au théâtre.

## Carrière
En 2010, il obtient son premier rôle à la télévision dans la sitcom Better with You, sur ABC, qui ne dure qu'une saison.
Sa carrière décolle en 2012 lorsqu'il intègre la neuvième saison de The Office, dans le rôle de Pete Miller (en), un nouveau personnage régulier de la série. En 2014, il joue dans le film Obvious Child aux côtés de Jenny Slate, qui tombe enceinte de son personnage après un coup d'un soir,. L'année suivante, il interprète le petit-ami de Rooney Mara dans Carol et rejoint le casting de la série Girls, dans laquelle il joue Fran (dans les quatrième et cinquième saison). Il est également à l'affiche de Célibataire, mode d'emploi, dans lequel il interprète un étudiant amoureux de femmes plus âgées. En 2016, il obtient le rôle d'un escort dans Miss Sloane et participe au tournage de la série I'm Dying Up Here.
En 2022, il est tient l'un des rôles principaux de la mini-série télévisée A Friend of the Family, inspirée d'un fait divers.
En 2024, il est à l'affiche de la série télévisée Apples Never Fall, adaptation du roman Set et Match ! de la romancière australienne Liane Moriarty.

## Vie privée
Le 22 août 2015 à Dorset, Vermont, il se marie avec Lauren Deleo, sa petite amie de longue date. Ils ont deux fils.

## Filmographie

### Cinéma
- 2014 : Obvious Child de Gillian Robespierre : Max
- 2014 : Balls Out (en) d'Andrew Disney : Caleb Fuller
- 2015 : Carol de Todd Haynes : Richard Semco
- 2015 : Love the Coopers de Jessie Nelson : Joe
- 2016 : Célibataire, mode d'emploi (How to Be Single) de Christian Ditter : Ken
- 2016 : Their Finest de Lone Scherfig : Carl Lundbeck / Brannigan
- 2016 : Miss Sloane de John Madden : Forde
- 2017 : Noël en héritage (Christmas Inheritance) : Jake Collins
- 2018 : Rampage - Hors de contrôle (Rampage) de Brad Peyton : Brett Wyden
- 2018 : Johnny English contre-attaque (Johnny English Strikes Again) : Jason Volta
- 2019 : Ode to Joy
- 2019 : Nos vies après eux (Otherhood) : Paul Halston-Myers
- 2021 : Being the Ricardos d'Aaron Sorkin : Bob Carroll Jr.
- 2022 : Significant Other : Harry
- 2023 : L'Affaire de la mutinerie du Caine (The Caine Mutiny Court-Martial) de William Friedkin : Stephen Maryk

### Télévision

#### Séries télévisées
- 2008 : Haine et Passion (Guiding Light) : Chip
- 2010-2011 : Better with You : Casey Marion Davenport (22 épisodes)
- 2012 : Royal Pains : Floyd
- 2012-2013 : The Office : Pete Miller (21 épisodes)
- 2014 : The Michael J. Fox Show : Scott
- 2015 : Billy and Billie : Keith (7 épisodes)
- 2015-2016 : Girls : Fran Parker (12 épisodes)
- 2016 : Last Week Tonight with John Oliver
- 2017-2018 : I'm Dying Up Here : Nick Berverly (20 épisodes)
- 2019 : Fosse/Verdon : Ron (5 épisodes)
- 2020 : High Fidelity : Clyde (10 épisodes)
- 2020 : Mrs. America : John Stanley Pottinger (en) (2 épisodes)
- 2021 : The White Lotus : Shane Patton (6 épisodes)
- 2022 : A Friend of the Family : Robert Berchtold (9 épisodes)
- 2024 : Apples Never Fall : Troy Delaney (7 épisodes)

#### Téléfilms
- 2021 : Space : Rob